# Dionysios Photeinos
Dionysios Photeinos (Grieks: Διονυσίου Φωτεινού) (Patras, 1777 – Walachije, 10 oktober 1821) was de belangrijkste negentiende-eeuwse componist in de Byzantijnse traditie. Photeinos genoot daarnaast bekendheid als arrangeur, schrijver, tekenaar, zanger en latere hoogleraar Byzantijnse muziek in Boekarest.

## Biografie
Het multitalent Photeinos ontving zijn eerste muzikale opleiding in de Byzantijnse traditie van zijn vader Athanasios, lijfarts van de sultan Abdul Hamit en dometikos (een kerkrang) van de Grote Kerk in Constantinopel. Naast een sterke muzikale begaafdheid legde hij tevens talent aan de dag voor poëzie en als bijzonder gewaardeerd zanger van psalmen.
Photeinos geniet tevens bekendheid als auteur van enkele historische werken over de geschiedenis van de Roemeense Balkan en vooral vanwege zijn populaire herschrijving, in moderner Grieks met toevoeging van muzikale intermezzo's, van het beroemde dichtwerk van   Kornaros (1553-1617), de Erotokritos. Dit werk werd door Photeinos herschreven in de moderne Griekse volkstaal uit nationalistische motieven.
Photeinos was leerling van Iakobos Pelopponesios (ca. 1740 tot ca. 1880, kerkrang protopsaltes) en Petros Byzantions Fygas (overleed in 1808) en studeerde aan de Koninklijke Academie in Boekarest. De Roemeense dichter-componist Anton Pann (geboren als Antonie Pantoleon-Petroveanu, ook wel Anton Pantoleon or Petrovici; jaren negentig van de 18e eeuw tot 2 november 1854) is de leerling van Photeinos die het meeste naam heeft gemaakt.

## Betekenis
Het belang van het historisch werk van Dionysios Photeinos is voornamelijk gelegen in het feit dat het inzichten biedt van binnenuit het bestuur in de contemporaine politieke hervormingen en belangentegenstellingen door de ogen van een relatieve buitenstaander en dus gelezen kan worden als tegenstem naast de officiële geschiedschrijving van de machthebbers. Overigens zou Photeinos ook zelf betrokken zijn geweest bij politieke verwikkelingen in de Principaliteiten daar hij (zowel) bestuurlijke functies vervulde onder de Russische overheersers (1808, grand vestiar of archon) en de opeenvolgende Ottomaanse (ca. 1799 -1802 en 1812 - 1819, respect. in de functies van ispravnik in Gialomitsa en uiteindelijk die van grand serdar in 1818 onder Voyvoda Karaca.

## Naam
De naam Photeinos ook wel als Fotinos geschreven, van het Griekse Φωτεινός (uitspraak: Phōteinós), en betekent letterlijk 'verlichting' of 'lichtbrenger'. Photeinos is ook wel bekend onder de naam Dionysios Photeinos  Moraites.

## Fanarioten
De Photeinos-familie behoorde tot de zogenaamde fanarioten of intellectuele en invloedrijke (veelal adellijke) maatschappelijke bovenlaag. Deze vooraanstaande families afkomstig uit een district in Athene vervulden als christenen belangrijke vertrouwensfuncties  binnen de Principaliteiten waarin het Ottomaanse Rijk was opgedeeld.

## Neos Erotokritos
Photeinos geniet tevens bekendheid als auteur van enkele historische werken over de geschiedenis van de Balkan en vooral vanwege zijn populaire herschrijving uit nationalistische motieven, in Moderner Grieks met toevoeging van muzikale intermezzo's,van het beroemde dichtwerk van Vinzensos Kornaros (1553 - 1617) de Erotokritos. De Modern Griekse dichter Pandelis Prevelakis (1909 - 1986) heeft ook een herdichting van de Erotkritios geschreven eveneens Neos Erotokritos genaamd. Dit laatste gedicht was voor de Modern Griekse componist Nikos Mamangakis (1929 - 2013) in 1985 de inspiratiebron voor een gelijknamig muziekstuk.

## Anastasimatarion
Het veruit beroemdste muzikale werk van Photeinos de Anastasimatarion (1809) stoelt als een van de laatsten stevig op de zogenaamde manuscript traditie binnen de Byzantijnse muziek en kan worden ingezien in de Roemeense Patriarchaat Bibliotheek (Gr. MS no. 185 – M. 198). Sommige wetenschappers beschouwen dit werk als een reactie op de muzikale exploraties van zijn leerling Pan(n). 
Tweeëndertig van zijn gedichten werden door de componist Nikephoros Kantouniares (ca. 1770  - 1830) op muziek gezet en zijn bekend geworden onder de namen Lyrica en Bacchica. Het is onduidelijk of Photeinos deze werken zelf ook gepubliceerd heeft.

## Doxastarion
De Doxastarion van Photeinos past in een lange traditie, of zoals een onderzoeker het helder omschreef;

The Doxastarion syntomon of Petros Peloponnesios was transcribed and published by Petros Ephesios in Bucarest (1820), and, together with the latter's Anastasimatarion (1820), they were the first printed chant books. But there was not only one Anastasimatarion neon. The one published by Petros Ephesios was simply called "according to the Constantinopolitan teachers and their New Method", Nicolae Gheorghiţă wrote in is essay "The Anastasimatarion of Dionysios Photeinos (1777-1821)" (2010, pp. 91-101) about a manuscript already written by Dionysios in 1809. Together with his Doxastarion both books had been published and translated into Romanian language by his student Anton Pann.

## Historische studies[1]
Het bekendste en meest bestudeerde werk van Photeinos is de driedelige studie Geschiedenis van Dacia. Uniek aan dit werk is toch wel de gekozen insteek; niet de studie van een machthebber of zelfs een reeks machthebbers, maar de geschiedschrijving van een geografisch gebied van het heden tot de Romeinse periode
Photeinos werkte, daarnaast, aan een studie van de Ottomaanse sultans van Mehmet de Tweede tot Mahmut maar dit werk bleef onvoltooid.

## Publicaties

### Muzikaal
- Anastasimatarion (Opstandingshymne)
- Doxastarion

### Geschiedkundig
- 1818 Historia tes Palai Dakias, Geschiedenis van Dacia, Transsylvanië en Wallachei[2]

### Literair
- 1818 Neos Erotokritos, Novus Erotocritus
- 17 Lyrica
- 15 Bacchica